# تيسير خالد
تيسير خالد واسمه الحقيقي محمد سعادة أحمد محمود عوده (مواليد عام 1941 في قريوت، فلسطين)، سياسي فلسطيني، عضو اللجنة التنفيذية لمنظمة التحرير الفلسطينية عن الجبهة الديمقراطية لتحرير فلسطين، التي يشغل منصب عضو المكتب السياسي فيها منذ تأسيسها عام 1969.

## حياته المهنية
انضم إلى صفوف الجبهة الديمقراطية منذ تأسيسها عام 1969. حصل على شهادة الماجستير في الاقتصاد والعلوم السياسية من جامعة هايدلبرغ في ألمانيا.
انتخب عام 1991 عضواً في اللجنة التنفيذية لمنظمة التحرير الفلسطينية، ترأس المكتب الوطني للدفاع عن الأرض ومقاومة الاستيطان.
أصيب بجروح أثناء قيادته لمسيرة جماهيرية احتجاجاً على الاستيطان في عصيرة القبلية عام 1998، واعتقل من قبل قوات الاحتلال الإسرائيلي في مطلع 2003، وأفرج عنه في حزيران من نفس العام.
في 2005 رشح نفسه في الانتخابات الرئاسية الفلسطينية الثانية منذ عام 1996 كأحد المرشحين عن الاتجاه اليساري في المنظمة. والذي حصل على 3.35% من الأصوات.

## مؤلفاته
- الأرض والعمل في تاريخ الحركة العمالية والنقابية الفلسطينية.
- التراكم الرأسمالي في ظل خطط التنمية في الأردن.
- الانتفاضة الفلسطينية 1987.
- تطور القطاع الزراعي في الأردن في ظل خطط التنمية.
- وكتابات أخرى صدرت في سلسلة مؤلفات للجبهة الديمقراطية صدرت عن دار التقدم.
- سلسلة مقالات يمكن الوصول لها عن طريق المكتب الوطني للدفاع عن الأرض ومقاومة الاستيطان.